# Frederick C. Leonard
Frederick Charles Leonard (12 de março de 1896 — Los Angeles, 23 de junho de 1960) foi um astrofísico estadunidense.
Foi professor de astrofísica na Universidade da Califórnia em Los Angeles, onde organizou o Departamento de Astronomia. Graduado pela Universidade de Chicago em 1918, com doutorado em astronomia pela Universidade da Califórnia em Berkeley em 1921.. Fundou em 1923 a The Society for Research on Meteorites, a primeira denominação da Meteoritical Society. Tornou-se em 1933 seu primeiro presidente e foi editor da revista da sociedade pelos próximos 25 anos. A sociedade instituiu em 1962 um prêmio em sua homenagem, a Medalha Leonard, dedicada a contribuições destacadas à ciência da meteorítica e campos afins.